# Князівство Техрі
Князівство Техрі — князівство, залежне від Британської Ост-Індської компанії та Британської Індії, що існувало на території Ґархвалу в період 1814—1948 років. Королівство Ґархвал, ослаблене голодом і землетрусом наприкінці 18 століття, було майже повністю захоплене непальцями, але відовлене за результатами Суґаульського договору 1814 року, яким завершилася Англо-непальська війна. 21 квітня 1815 року, британці погодолися на утворення князівства на території західної частини регіону Ґархвал Уттаракханду під владою Сударшан Шаха. Оскільки стара столиця Ґархвалу, Срінаґар, опинилася під британським контролем, нова столиця була утворена у місті Техрі, надавши назву князівству, відомому в народі як Техрі-Ґархвал.
Сударшан Шах помер в 1859 році, йому успадкував Вхавані Шах, а йому — Пратар Шах в 1872 році. Королівство мало площу близько 11647 км², а населення 268 885 мешканців станом на 1901 рік. В 1919 році, його правитель Наренда Шах переніс столицю з Техрі до нового міста Нареда-Наґар.
Манабенда Шах, останній правитель князівства (1946—1948), позбувся влади через приєднання князівства до Індійської республіки 18 травня 1948 року, та залишився членом 2-го, 3-го, 4-го, 10-го, 11-го, 12-го, 13-го і 14-го Лок Сабха від виборчого округу Техрі-Ґархвал.